# Ole Thestrup
Ole Swan Thestrup (ur. 12 marca 1948 w Nibe, zm. 2 lutego 2018 w Tuse Næs) – duński aktor filmowy, teatralny, telewizyjny, głosowy i producent filmowy

## Życiorys
Urodził się 12 marca 1948 w gminie Nibe. Cierpiał na chorobę alkoholową. W 1988 podczas lotu samolotu, z powodu poważnego zatrucia alkoholowego, doprowadził do tego, że samolot przymusowo lądował na terytorium Kanady. Został skazany za to na 3 miesiące więzienia. Zmarł 2 lutego 2018 w swoim domu w Tuse Næs, z powodu raka płuca.

## Filmografia

### Aktor
- 1978: Firmaskovturen − kierowca autobusu
- 2001: Mały gang Olsena − major Schröder
- 2003: Zieloni rzeźnicy − Holger
- 2005: Jabłka Adama − dr Kolberg
- 2015: Mężczyźni i kurczaki − Flemming
- 2017: Małżeńskie porachunki − adwokat

### Producent
- 1984: Anthonsen